# IUPAC颜色书籍
国际纯粹与应用化学联合会（IUPAC）出版了许多书籍，其中包含其完整的定义列表。这些定义最初分为七本IUPAC颜色／彩色书籍（IUPAC Color Books、IUPAC Colour Books）：《金皮书》、《绿皮书》、《蓝皮书》、《紫皮书》、《橙皮书》、《白皮书》和《红皮书》。还有第八本书《银皮书》。

## 《蓝皮书》
《有机化学命名法》（Nomenclature of Organic Chemistry），通常被化学家称为《蓝皮书》（Blue Book），是由国际纯粹与应用化学联合会（IUPAC）不定期出版的关于有机化学命名的建议集。完整版于1979年出版，其删节版和更新版于1993年出版，名为《IUPAC有机化合物命名法指南》（A Guide to IUPAC Nomenclature of Organic Compounds）。这两本书的纸质版现在都已绝版，但电子版可以免费获取。在2004年发布草稿版征求公众意见并在《纯粹与应用化学》杂志上发表几个修订部分后，完整修订版于2013年以印刷版形式出版。